# Anarchaea
Anarchaea is een spinnengeslacht uit de familie Pararchaeidae

## Soorten
- Anarchaea corticola (Hickman, 1969)
- Anarchaea falcata Rix, 2006
- Anarchaea raveni Rix, 2006
- Anarchaea robusta (Rix, 2005)